# Bedřichův Světec
Bedřichův Světec (německy Schwetz) je malá vesnice, část obce Bělušice v okrese Most v Ústeckém kraji. Leží v nadmořské výšce 322 metrů a nachází se devět kilometrů jihovýchodně od města Most. V obci stojí kulturní památka románsko-gotický kostel svatého Jakuba Staršího, který je nejstarší dochovanou stavbou v okrese Most.

## Název
Název vesnice vznikl z obecného jména světec, ke kterému byl pro rozlišení přidán přívlastek Bedřichův podle patrona vesnického kostela zmíněného v roce 1355. V historických pramenech se jméno objevuje ve tvarech: Zuethiz (1238), Zwez (1240), Swietz (1254), Swietecz (1355), Swyetecz (1352–1369), Swietecz (1384 až okolo 1405), Swietecz (1404, 1549), Swětecz (1585), Swietecz (1664) a Schwetz (1787, 1833).

## Historie
První písemná zmínka o Bedřichově Světci pochází z roku 1238, kdy je jako majitel tvrze a přilehlé vsi uváděn vladyka Hageno de Zvethis. Dalšími majiteli z tohoto rodu jsou uváděni Bojslav a jeho bratr Vít (Boyzlaus de Zwes et Vitus frater eius) v roce 1240, v roce 1254 to byl Tomáš a roku 1295 Jan. Z roku 1355 pochází zpráva, že světským patronem zdejšího kostela byli Bedřich (po němž nese obec jméno) a jeho bratři Jan, oltářník ve Velkém kostele Pražském, Jan řečený Buch a Přibyslav. Ti jsou uváděni společně ještě v roce 1373. Jan zvaný Buch zemřel v roce 1396. Roku 1404 vlastnili tvrz zbylí bratři Bedřich a Jan.
Roku 1470 byl majitelem Bedřichova Světce Jan Buben ze Všebořic. Další zprávy jsou z let 1523–1529 o Janu a Mikuláši Světeckých z Černčic, když Mikuláš z Černčic a ze Světce odkázal Světec svým strýcům Janu a Mikuláši. Jan z Černčic prodal Světec Děpoltovi z Lobkovic. Bedřichův Světec tak patřil až do roku 1559 k bílinskému panství, kdy ho prodal Kryštof z Lobkovic Purkertovi Kaplířovi ze Sulevic. Ten nechal obnovit zdejší tvrz. Jeho čtyři synové zdejší majetek prodali roku 1576 svému příbuznému Jiříkovi Kaplíři ze Sulevic a na Tuchořicích. Od něj získal tvrz roku 1582 Jan mladší z Lobkovic a tvrz se podruhé dostala k bílinskému panství. Od roku 1637 patřil Bedřichův Světec ke statku Patokryje v rámci lobkovického panství Bílina až do roku 1848, kdy se stal samostatnou obcí. Poté byl několik let osadou obce Bečova, ale následně již opět samostatný.
Po roce 1945 se v Bedřichově Světci ustanovil samostatný místní národní výbor. V roce 1960 proběhla územní reforma a do okresu Most byla z bývalého okresu Bílina připojena obec Bělušice. MNV v Bedřichově Světci byl zrušen a obec byla připojena k Bělušicím.

## Obyvatelstvo
Při sčítání lidu v roce 1921 ve vsi žilo 157 obyvatel (z toho 69 mužů), z nichž bylo deset Čechoslováků a 147 Němců. Všichni se hlásili k římskokatolické církvi. Podle sčítání lidu z roku 1930 měla vesnice 148 obyvatel: sedm Čechoslováků a 141 Němců. Kromě tří členů církve československé a čtyř lidí bez vyznání byli římskými katolíky.
|                                                                   | 1869 | 1880 | 1890 | 1900 | 1910 | 1921 | 1930 | 1950 | 1961 | 1970 | 1980 | 1991 | 2001 | 2011 | 2021 |
| ----------------------------------------------------------------- | ---- | ---- | ---- | ---- | ---- | ---- | ---- | ---- | ---- | ---- | ---- | ---- | ---- | ---- | ---- |
| Obyvatelé                                                         | 154  | 152  | 161  | 163  | 173  | 157  | 148  | 74   | 63   | 64   | 47   | 29   | 36   | 30   | 28   |
| Domy                                                              | 33   | 33   | 34   | 34   | 38   | 34   | 39   | 40   | .    | 16   | 15   | 18   | 20   | 20   | 21   |
| Počet domů z roku 1961 je zahrnut v domech místní části Bělušice. |      |      |      |      |      |      |      |      |      |      |      |      |      |      |      |

## Pamětihodnosti
Stavba kostela svatého Jakuba Většího spadá do pozdně románského období v první polovině 13. století, kdy byl součástí šlechtického dvorce. Po roce 1270 byl přestavěn v raně gotickém slohu. Renesanční věž byla přistavěna na přelomu 15. a 16. století. Kostel má tvar jednolodní obdélné stavby s pravoúhlým presbytářem a s pravoúhlou sakristií na jižní straně. Předsíň na jižní straně je renesanční ze 16. století. Na triumfálním oblouku jsou dochovány gotické nástěnné malby a v lodi kostela po levé straně je taktéž gotická freska ze 14. století.
V sedmdesátých a osmdesátých letech 20. století prováděl Ústav archeologické památkové péče severozápadních Čech se sídlem v Mostě archeologické průzkumy jak uvnitř kostela, tak i v jeho okolí. Ve stejné době probíhal i stavebně historický průzkum Památkového ústavu v Ústí nad Labem. 
Za přispění sponzorů od roku 2009 o kostel pečuje Občanské sdružení pro obnovu kostela sv. Jakuba v Bedřichově Světci.
Další kulturní památkou v obci je opuková socha sv. Jana Nepomuckého z roku 1774.